# Clásica de Alcobendas
Clásica Internacional de Alcobendas – trzydniowy wyścig kolarski, rozgrywany co roku w Hiszpanii w latach 1984–2008. Odbywał się zazwyczaj w maju, jako impreza cyklu UCI Europe Tour, o kategorii 2.1.
Do 2000 roku wyścig był jednoetapowy, od 2001 stale składał się z dwóch etapów oraz jazdy indywidualnej na czas. Wyjątkiem była ostatnia edycja, gdzie nie rozegrano czasówki.
Najwięcej zwycięstw odnieśli Abraham Olano, Kiko García oraz Juan Carlos Domínguez (po dwa).

## Lista zwycięzców
| Rok  | 1. miejsce            | 2. miejsce                  | 3. miejsce                     |
| ---- | --------------------- | --------------------------- | ------------------------------ |
| 1984 | Alain de Vuyst        | José Albisu                 | Javier Murguialday             |
| 1985 | José Carrera          | Isaac Lisaso                | Juan Carlos González           |
| 1986 | Roberto Rodríguez     | Melchor Mauri               | Víctor Gonzalo                 |
| 1987 | Jesús Núñez Lazo      | Antonio Espinel             | Flavio Vanzella                |
| 1988 | wyścig nie odbył się  |                             |                                |
| 1989 | Kiko García           | Antonio Salvador            | Ramon Ros                      |
| 1990 | wyścig nie odbył się  |                             |                                |
| 1991 | Ángel Edo             | José Luis Rodríguez García  | Vicente Prado                  |
| 1992 | Kiko García           | Juan Carlos González        | Alfonso Gutiérrez              |
| 1993 | Laurent Jalabert      | Ángel Edo                   | Alberto Leanizbarrutia         |
| 1994 | Abraham Olano         | Alberto Leanizbarrutia      | Paolo Lanfranchi               |
| 1995 | Federico Colonna      | Gianmatteo Fagnini          | David Etxebarria               |
| 1996 | Stefano Celambi       | Simone Biasci               | Stefano Dante                  |
| 1997 | Sergej Smetanin       | Ángel Edo                   | Ołeksandr Honczenkow           |
| 1998 | Juan Carlos Domínguez | Unai Extebarria             | David Extebarria               |
| 1999 | Juan Carlos Domínguez | Miguel Á. Martín Perdiguero | Cândido Barbosa                |
| 2000 | Henk Vogels           | Juan Carlos Vicario         | Ángel Vicioso                  |
| 2001 | Abraham Olano         | Juan Carlos Domínguez       | Jan Hruška                     |
| 2002 | David Moncoutié       | David Millar                | Andrej Teterjuk                |
| 2003 | Joseba Beloki         | Juan Carlos Domínguez       | Santiago Botero                |
| 2004 | Iban Mayo             | Eladio Jiménez              | David Moncoutié                |
| 2005 | Pawieł Tonkow         | José Á. Gómez Marchante     | Miguel Á. Martín Perdiguero    |
| 2006 | Jan Hruška            | Władimir Karpiec            | Daniel Moreno                  |
| 2007 | Luis Pérez Rodríguez  | Daniel Moreno               | Alberto Fernández de la Puebla |
| 2008 | Ezequiel Mosquera     | Tomasz Marczyński           | Massimo Codol                  |